# Hypognatha lamoka
Hypognatha lamoka är en spindelart som beskrevs av Levi 1996. Hypognatha lamoka ingår i släktet Hypognatha och familjen hjulspindlar.
Artens utbredningsområde är Venezuela. Inga underarter finns listade i Catalogue of Life.